# Karl Villinger
Karl Villinger (* 27. Februar 1902 in Laufenburg (Baden); † 30. Oktober 1995 in Bad Zurzach) war ein deutscher Goldschmied und Maler.

## Leben und Werk
Karl Villinger betrieb ein Goldschmiedeatelier und bildete sich autodidaktisch zum Maler aus. Nach dem Zweiten Weltkrieg unternahm er längere Studienreisen nach Italien, Frankreich und Marokko.
Er lernte Ernst Ludwig Kirchner kennen und wurde durch dessen expressionistische Bildern inspiriert. Zudem hatte er Kontakt zu Hans Aeschbacher, Italo Valenti und Max Gubler. Albert Pfister übte auf Villinger einen grossen Einfluss aus, zeitweise arbeiteten sie zusammen. Als dieser Heinrich Eichmann und seine «Goldbilder» kennenlernte, begann er wie Eichmann Gold und Farbe in seine Bilder zu verarbeiten.
Villinger war seit 1941 mit Margrit, geborene Mayhuber verheiratet.

## Ausstellungen (Auswahl)
- 1967: Karl Villinger, Rosmarie Steiger, Städtische Kunstkammer Strauhof, Zürich; 20. April – 17. Mai.
- 1982: Karl Villinger, Max Billeter. Kunstsalon Wolfsberg, Zürich; 4.–27. Februar.